# Jules Desmarets
Jules Desmarets est un personnage de La Comédie humaine d’Honoré de Balzac. Il est un personnage central du roman Ferragus.
Vers 1814, il est commis chez un agent de change. Il est d'un extérieur agréable, d'un caractère sérieux, et appliqué dans son travail. Il rencontre Clémence chez son patron, les deux tombent fou amoureux un de l'autre, et se marient. Après son mariage, il achète une charge d'agent de change, suivant la recommandation de la mère de Clémence et grâce à un marché avantageux qu'il arrive à conclure au même moment. Il devient ainsi un des plus riches particuliers de sa compagnie, mais il ignore que son succès est dû au truchement de Ferragus XXIII, le père de sa femme.
Le ménage Desmarets habite un grand et bel hôtel rue Ménars, près de la Bourse. En 1819, il commence à douter de sa femme à cause des fréquentes visites que celle-ci rend à un inconnu (il s'agit de Ferragus XXIII, son père à elle), et à la suite des insinuations d'Auguste de Maulincour.

« Devenu juge, et juge d’une femme adorée, il trouva dans son âme la droiture du juge, comme il en prit l’inflexibilité. »

Quand sa Clémence meurt de chagrin, il vend sa charge et quitte Paris. Il apparaît aussi dans le roman César Birotteau.